# März 1992
Portal Geschichte | Portal Biografien | Aktuelle Ereignisse | Jahreskalender | Tagesartikel

◄ |
19. Jahrhundert |
20. Jahrhundert
| 21. Jahrhundert

◄ |
1960er |
1970er |
1980er |
1990er
| 2000er | 2010er | 2020er | ►

◄ |
1988 |
1989 |
1990 |
1991 |
1992
| 1993 | 1994 | 1995 | 1996 | ►

◄ |
Dezember 1991 |
Januar 1992 |
Februar 1992 |
März 1992 |
April 1992 |
Mai 1992 |
Juni 1992 |
►
Dieser Artikel behandelt aktuelle Nachrichten und Ereignisse im März 1992.

## Tagesgeschehen

### Sonntag, 1. März 1992

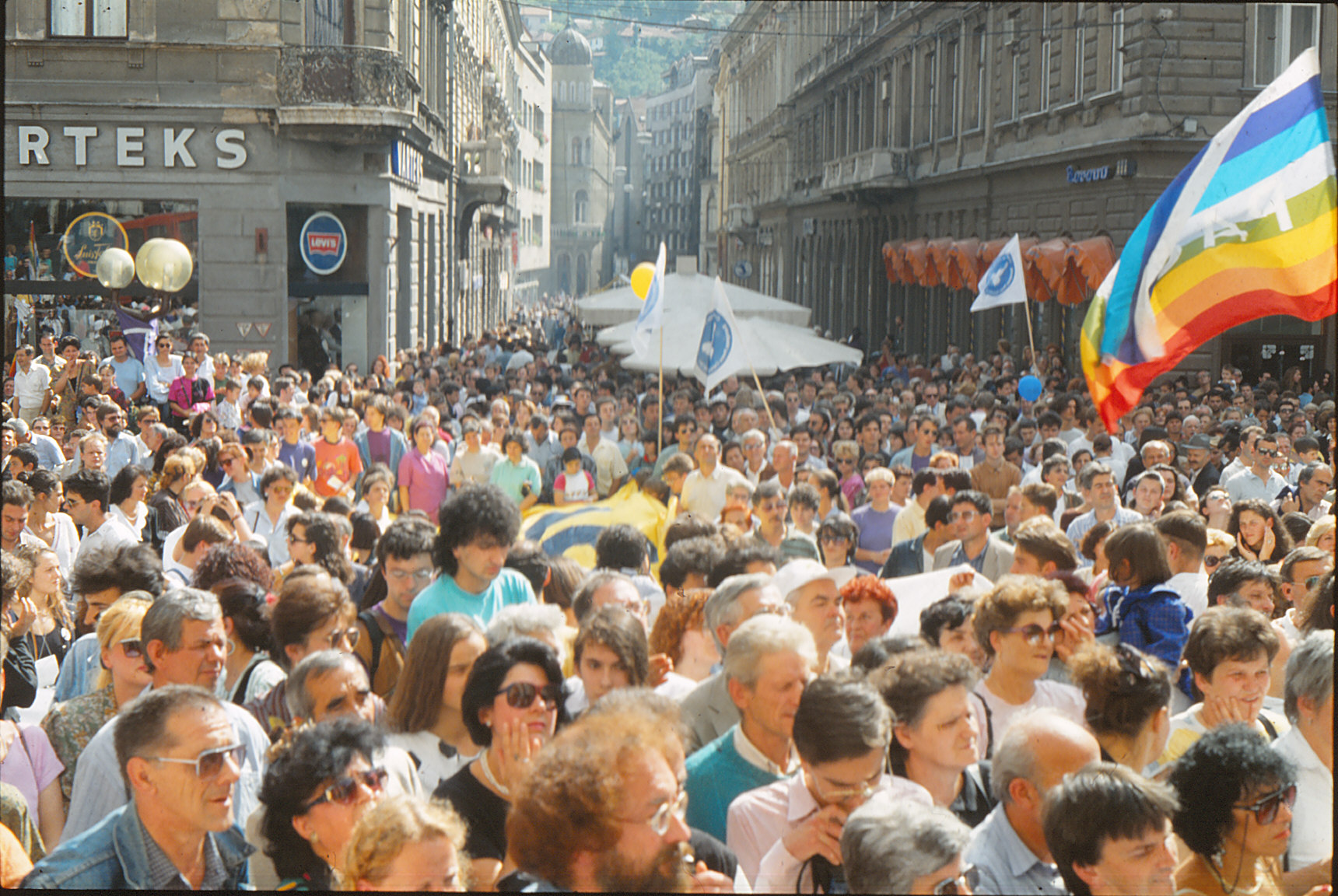
Friedensmarsch in Sarajevo im Jahr 1991

- Sarajevo/Jugoslawien: In einer Volksabstimmung in der Republik Bosnien und Herzegowina befürworten über 99 % der Teilnehmer die Loslösung von Jugoslawien zu Gunsten einer staatlichen Eigenständigkeit der Republik. Die v. a. im Nord- und Südosten lebenden Serben befolgen fast einmütig die Aufrufe serbischer Politiker, diese Abstimmung zu boykottieren.[1]

### Montag, 2. März 1992

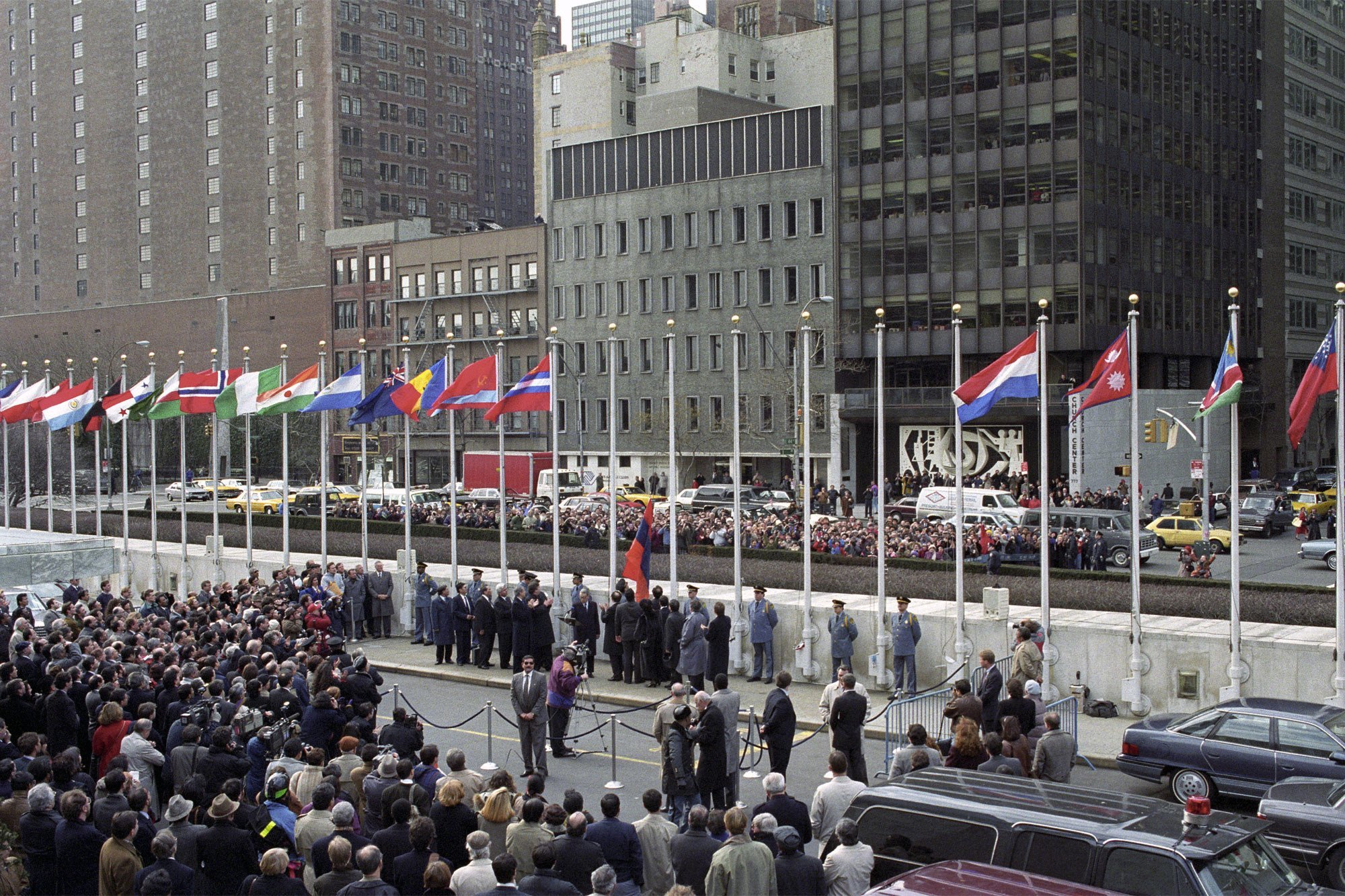
Szene am Hauptquartier der Vereinten Nationen

- Farg'ona/Usbekistan: Im Osten Usbekistans kommt es in einer Erdöl-Quelle zum Blowout. Die Explosion setzt das Erdöl in Flammen. Das Feuer bedroht umliegende Dörfer und Städte, so dass der Bau eines Schutzwalls als einzig mögliche Rettungsmaßnahme angedacht wird.[2]
- New York/Vereinigte Staaten: Neben San Marino in Südeuropa nehmen die Vereinten Nationen Armenien, Aserbaidschan, Kasachstan, Kirgisistan, Moldawien, Turkmenistan und Usbekistan, und damit sieben Staatsgebilde in Nachfolge ehemaliger Unionsrepubliken der Sowjetunion, als neue Mitglieder auf.[3]

### Dienstag, 3. März 1992

Flagge Kirgisistans

- Bischkek/Kirgisistan: Die Republik in Zentralasien führt rund zwei Monate nach Auflösung der Sowjetunion ihre offizielle Staatsflagge ein.[4]
- Sarajevo/Jugoslawien: Der Präsident der Sozialistischen Republik Bosnien und Herzegowina Alija Izetbegović erklärt die staatliche Unabhängigkeit der jugoslawischen Teilrepublik unter dem Namen „Bosnien und Herzegowina“. Der Schritt erfolgt in dem Bewusstsein, dass die gemäß Verfassung gleichberechtigten Ethnien des Landes, Bosnier, Kroaten und Serben, bald Krieg gegeneinander führen werden. In einem früheren Referendum stimmten die Serben dafür, dass sich vorwiegend serbische Gebiete in Bosnien der Sozialistischen Republik Serbien anschließen.[5]

### Mittwoch, 4. März 1992
- Algier/Algerien: Der mit dem Status des Ausnahmezustands über Algerien regierende, nicht-gewählte Hohe Staatsrat unter Vorsitz von Muhammad Boudiaf verbietet die Partei Islamische Heilsfront, die bei den Kommunalwahlen 1990 und in der ersten Runde der Wahlen zum Parlament 1991 die besten Ergebnisse aller zur Wahl stehenden Parteien erzielte und die Verwirklichung eines radikalen Islamismus verspricht.[6][7]

### Donnerstag, 12. März 1992
- Port Louis/Mauritius: Der Inselstaat im Indischen Ozean erhält mit seiner neuen Verfassung 24 Jahre nach Erlangung seiner Unabhängigkeit eine so genannte „republikanische“ Staatsform, mit der die konstitutionelle Regentschaft der britischen Monarchin Elisabeth II. endet. Als neues Staatsoberhaupt amtiert Präsident Veerasamy Ringadoo, der bisher Generalgouverneur war.[8][9]

### Freitag, 13. März 1992
- Erzincan/Türkei: Ein Erdbeben der Stärke 6,9 MS richtet hohe Schäden in der Provinz Erzincan im östlichen Anatolien an. Durch das Beben, das viele Erdrutsche auslöst, sterben circa 500 Menschen.[10]

### Samstag, 14. März 1992
- Tokio/Japan: Auf der Eisenbahn-Schnellfahrstrecke Tōkaidō-Shinkansen beginnt der erste Nozomi-Zug den Regelbetrieb. Die Fahrtzeit ins 515 km entfernte Osaka verkürzt sich auf 150 Minuten. Das wird auch dadurch erreicht, dass große Städte wie Kyōto oder Nagoya als Haltepunkte ausgelassen werden.[11]

### Sonntag, 15. März 1992
- Brazzaville/VR Kongo: Die Teilnehmer an einem landesweiten Referendum beschließen die Einführung der Demokratie in dem seit zwei Jahrzehnten von der Einheitspartei Kongolesische Arbeitspartei regierten zentralafrikanischen Land. Parlamentswahlen, bei denen zwischen mehreren politischen Parteien gewählt werden kann, sollen noch in diesem Jahr abgehalten werden.[12]
- Phnom Penh/Kambodscha: In der Hauptstadt des Landes in Südostasien treffen die ersten Mitglieder der Friedensmission der Vereinten Nationen (UN) UNTAC ein. Das Land, in dem sich seit den 1960er Jahren fast durchgängig kriegerische Auseinandersetzungen aneinanderreihen, soll mit Hilfe der UN auf freie Wahlen vorbereitet werden.[13]

### Mittwoch, 18. März 1992

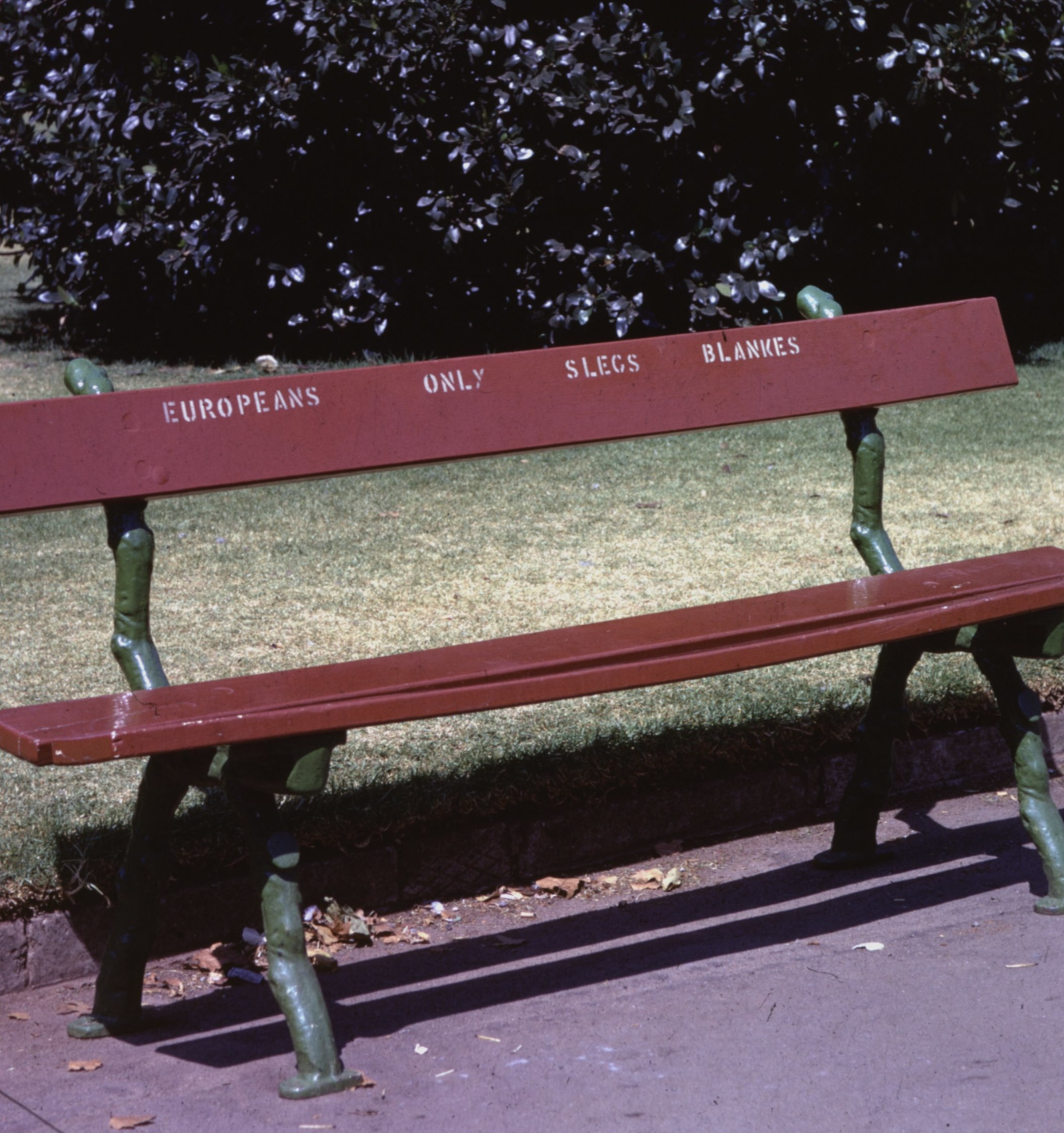
Apartheid in Südafrika (1972): Auf dieser Bank durften nur „Europeans“ sitzen

- Kapstadt/Südafrika: Der Präsident der Republik Südafrika Frederik Willem de Klerk verkündet das Ende der seit Jahrzehnten währenden staatlich festgelegten Bevorzugung so genannter „Europeans“ gegenüber der Mehrheit der afrikanischen Ethnien mit den Worten: „Das Buch der Apartheid ist nun geschlossen.“[14] In einem Referendum hatten sich die abstimmungsberechtigten Weißen des Landes zu 69 % für die Reformen ausgesprochen.

### Donnerstag, 19. März 1992
- Schwerin/Deutschland: Mecklenburg-Vorpommerns Ministerpräsident Alfred Gomolka (CDU) tritt zurück. Die Veräußerung der Werften des Landes und die bevorzugte Behandlung westdeutscher Unternehmen, die durch die Werftenkrise geschwächt sind, führte zu diversen Ungereimtheiten, für die auch Gomolka verantwortlich gemacht wird. Der Landtag wählt Berndt Seite (CDU) zum neuen Chef der Landesregierung.[15][16]

### Sonntag, 22. März 1992
- Crans-Montana/Schweiz: In der Gesamtwertung der Herren-Wettbewerbe des Alpinen Skiweltcups 1991/92 belegt der Schweizer Paul Accola nach dem letzten Rennen Platz 1. Bei den Damen gewinnt wie in den beiden Jahren zuvor Petra Kronberger aus Österreich den Gesamt-Weltcup.[17][18]

### Dienstag, 24. März 1992
- Minsk/Weißrussland: Die Länder Armenien, Aserbaidschan, Deutschland, Frankreich, Russland, Vereinigte Staaten und fünf weitere bilden die Minsker Gruppe zur Lösung des Bergkarabachkonflikts, der 1988 nach 70-jähriger Unterbrechung wieder zu militärischer Gewalt zwischen Armeniern und Aserbaidschanern führte.[19]

### Donnerstag, 26. März 1992
- Indianapolis/Vereinigte Staaten: Der Boxer Mike Tyson wird der Vergewaltigung einer Frau schuldig gesprochen und zu zehn Jahren Haft verurteilt. Gleichzeitig erlässt ihm Richterin Patricia J. Gifford die letzten vier Jahre der Strafe.[20]

### Sonntag, 29. März 1992
- Tirana/Albanien: Bei der Parlamentswahl entfallen von 140 Sitzen im Kuvendi Popullor 92 Sitze auf die Demokratische Partei und 38 auf die Sozialistische Partei.[21]

### Montag, 30. März 1992

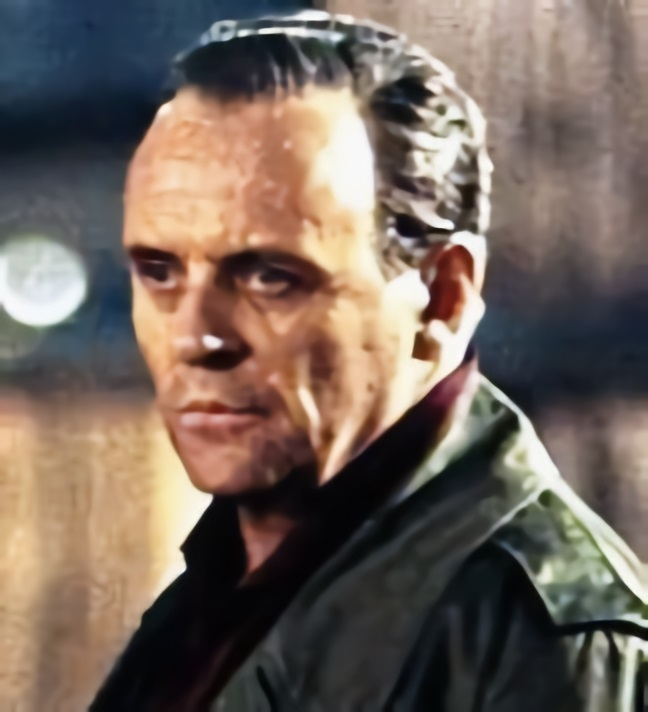
Anthony Hopkins

- Los Angeles/Vereinigte Staaten: Bei den 64. Academy Awards der Filmbranche wird Das Schweigen der Lämmer von Regisseur Jonathan Demme als bester Film prämiert. Beide Hauptdarsteller, Anthony Hopkins und Jodie Foster, erhalten jeweils einen Oscar.[22]

### Dienstag, 31. März 1992

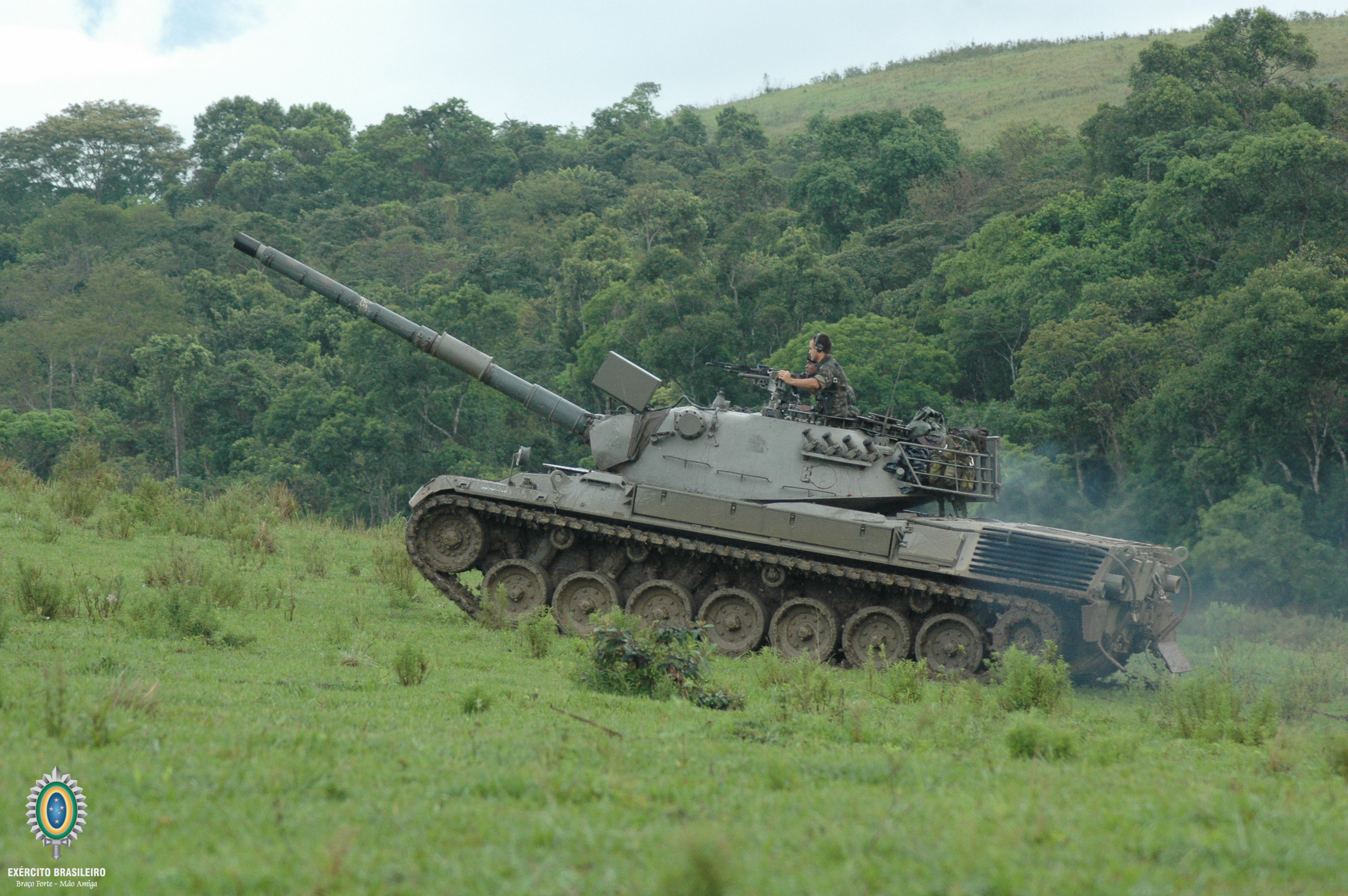
Leopard I

- Antarktis: Elf Jahre nach Inbetriebnahme der Forschungseinrichtung Georg-von-Neumayer-Station auf dem Ekström-Schelfeis weiht die Bundesrepublik Deutschland deren Nachfolge-Observatorium ein. Es trägt den Namen „Neumayer-Station II“ und liegt etwa 10 km südöstlicher als die alte Anlage.[23]
- Bonn/Deutschland: Bundesverteidigungsminister Gerhard Stoltenberg (CDU) tritt von seinem Amt zurück, nachdem eine Lieferung von 19 Leopard-Panzern an die Türkei bekannt wurde, obwohl sich der Deutsche Bundestag zuvor gegen weitere Waffenlieferungen an die Türkei aussprach.[24][25]